# Radiostation
En radiostation er ifølge International Telecommunications Union “en eller flere radiosendere eller radiomodtagere eller en kombination af radiosendere og radiomodtagere, inklusive tilbehørsudstyr, der er nødvendig på lokationen for at kunne udøve en radiokommunikations-service - eller radioastronomi-service. Hver radiostation skal klassificeres ved deres service, og om de udfører den permanent eller midlertidigt.”
En radiostation kan være en:
- tovejs radiostation - beregnet til tovejskommunikation.
- radiomodtagestation - beregnet til kun at modtage.
- radiosendestation - beregnet til kun at sende - fx broadcasting eller radiofyr.

En radiostation med sendemulighed identificerer sig med et kaldesignal samt et navn. De enkelte radiostationer kan anvende forskellige modulationer og frekvensintervaller, afhængig af deres formål. Alle offentlige og private radiostationer tildeles præcist definerede frekvensintervaller i forbindelse med udstedelse af sendetilladelse.
Afhængigt af formål kan sendetilladelsen udstedes til en institution eller en person.
Blandt forskellige typer af sendemuligheder, som radiostationerne råder over kan bl.a. nævnes:
- AM, FM, Kortbølge, DAB, Satellit, Kabelforbindelse.

## Udstyr
En radiostation kan indeholde en eller flere ting:
- Følgende to ting kan være sammenbygget i samme chassis til en radiotransceiver:
  - radiosender
  - radiomodtager
- radioantenne - en antenne tilsluttes radiomodtagere og/eller radiosendere og er nødvendig for at kunne omforme energi mellem elektriske radiosignaler og radiobølge radiosignaler - og dermed kunne sende og/eller modtage radiosignaler.
- transmissionslinjer - transmissionslinjer formidler elektriske radiosignaler fra et sted til et andet. Fx mellem radioantenne og radioudstyr.
- Elektriske kabler – kabler anvendes til at formidle elektriske signaler eller elektrisk energi fra et sted til et andet. Fx mellem elektrisk udstyr.
- Udstyrs-rack – for lettere og sikrere at kunne servicere, ændre en mængde udstyr og deres kabler - isættes udstyret i et rack - fx et 19" rack.
- Elbeskyttelse - minimerer at udstyret udsættes for fx overspænding, der ellers ville ødelægge det.
- UPS – kan levere stabil elektricitet i kortere tid, indtil elnettet leverer igen - eller en elektrisk generator starter.[2]

## Typer af radiostationer

### Hovedformål: Envejs radiosendekommunikation; broadcasting
En radiostation er en person eller institution, som ved brug af en radiosender udsender radiosignaler i form af tale, musik evt. i digital form. Det findes kortrækkende radiostationer, der anvender de tydeligere signaler på FM-båndet, og der findes langtrækkende radiostationer, der anvender kortbølge-signaler.
En radiostation er sædvanligvis betegnelsen for en institution, der sender meddelelser til et bredt publikum.
I krise- og krigssituationer etableres ofte midlertidige mobile radiostationer, hvis primære formål det er at opretholde kontakt på trods af at andre infrastrukturkanaler er ude af drift.

### Hovedformål: Tovejs radiokommunikation
En radiostation kan også have mere specialiseret radiosendere og radiomodtagere, eksempelvis målrettet for fx:
- søfart - fx kystradiostation
- politi
- brandvæsen
- radioamatører
- Falcks Redningskorps